# 395 a. C.
El año 395 a. C.' fue un año del calendario romano prejuliano. En la República romana se conocía como el Año del Tribunado de Coso, Medulino, Escipión, Fidenas, Ambusto y Lactucino (o menos frecuentemente, año 395  (a.C urbe condita)

## Acontecimientos
- Comienza la guerra de Corinto entre Esparta y una coalición de cuatro estados aliados; Tebas, Atenas, Corinto y Argos.
- Tebas, Argos, Atenas y Corinto, con el apoyo de Persia, se rebelan contra la hegemonía espartana.[1]

## Fallecimientos
- Tisafernes: Sátrapa de Lidia
- Pausanias, rey de Esparta, fracasó en la unión de fuerzas con Lisandro, y por ello fue condenado a muerte y remplazado por su hijo Agesipolis I.
- Lisandro, general espartano que derrotó a los atenienses en la Batalla de Egospótamos.